# Слободской сельсовет (Витебская область)
Слободской сельсовет (бел. Слабадскі сельсавет) — административная единица на территории Лепельского района Витебской области Республики Беларусь. Административный центр — агрогородок Слобода.

## История
21 сентября 1999 года населённые пункты Барсуки, Волова Гора и Черница Слободского сельсовета включены в состав территории Домжерицкого сельсовета

## Состав
Слободской сельсовет включает 18 населённых пунктов:
- Аношки — деревня.
- Беседы — деревня.
- Велевщина — деревня.
- Веребки — деревня.
- Вилы — деревня.
- Гадивля — деревня.
- Горозянки — деревня.
- Далики — деревня.
- Красный Октябрь — деревня.
- Острово — деревня.
- Поташня — деревня.
- Рудня — деревня.
- Свядица — деревня.
- Слобода — деревня.
- Стайск — деревня.
- Сталюги — деревня.
- Терешки — деревня.
- Юшки — деревня.

Исключённые населённые пункты:
- Барсуки — деревня
- Волова Гора — деревня
- Черница — деревня